# Opel 1,2 liter
De Opel 1,2 liter was een personenauto van Adam Opel AG die van 1931 tot 1935 geproduceerd werd. Het was de opvolger van de Opel 4/12 PS "Laubfrosch". Terwijl eerdere Opel-personenauto's nog de fiscale PK's in de modelaanduiding meenamen, werd na de overname van Opel door General Motors het voertuig vernoemd naar de cilinderinhoud.

## Historiek
Een half jaar na de presentatie van de grotere zescilinder Opel 1,8 liter werd medio 1931 de 1,2 liter viercilinder geïntroduceerd als het tweede nieuwe Opel model onder leiding van General Motors. De techniek van beide voertuigen was conventioneel: achterwielaandrijving, zijklepper-lijnmotor, ladderchassis van geperste U-profielen, starre assen voor en achter en kabelbediende trommelremmen. Beide starre assen waren opgehangen aan semi-elliptische bladveren en hadden hydraulische schokdempers. Dat laatste was nieuw voor Opel in deze klasse.

## Ontwerp
De Opel 1,2 liter werd door Opel samen met General Motors in de Verenigde Staten ontwikkeld. De wagen was beschikbaar in drie verschillende tweedeurs carrosserievarianten: een sedan, een cabriolet en een cabriolet-sedan. Het chassis kon geleverd worden met een wielbasis van 2286 mm of van 2337 mm. Daarnaast was er ook het LL-chassis (bestelwagen met verlengd chassis) met een wielbasis van 2445 mm.
De 1,2-liter viercilindermotor met zijkleppen was een doorontwikkeling van de 1,1-liter moter uit de "Laubfrosch" en had een cilinderinhoud van 1186 cc. Deze motor ontwikkelde een vermogen van 22 pk, goed voor een topsnelheid van 80 km/u. Het motorvermogen werd naar de achterwielen gestuurd via een niet-gesynchroniseerde handgeschakelde drieversnellingsbak, een cardanas en een differentieel.
In 1933 kreeg het model enkele verbeteringen, waarbij het motorvermogen opgetrokken werd tot 23 pk en de drieversnellingsbak vervangen werd door een vierversnellingsbak. Hierdoor steeg de maximumsnelheid tot 85 km/u.
Onder invloed van de wereldwijde economische crisis kwam de Opel 1,0 liter in november 1932 op de markt met dezelfde carrosserie en een kleinere motor, maar verdween na bijna een jaar weer uit het Opel-aanbod.
In Rüsselsheim werden er in totaal 101.563 exemplaren van de Opel 1,2 liter gebouwd totdat het model in 1935 opgevolgd werd door de Opel P4.

## Fotogalerij

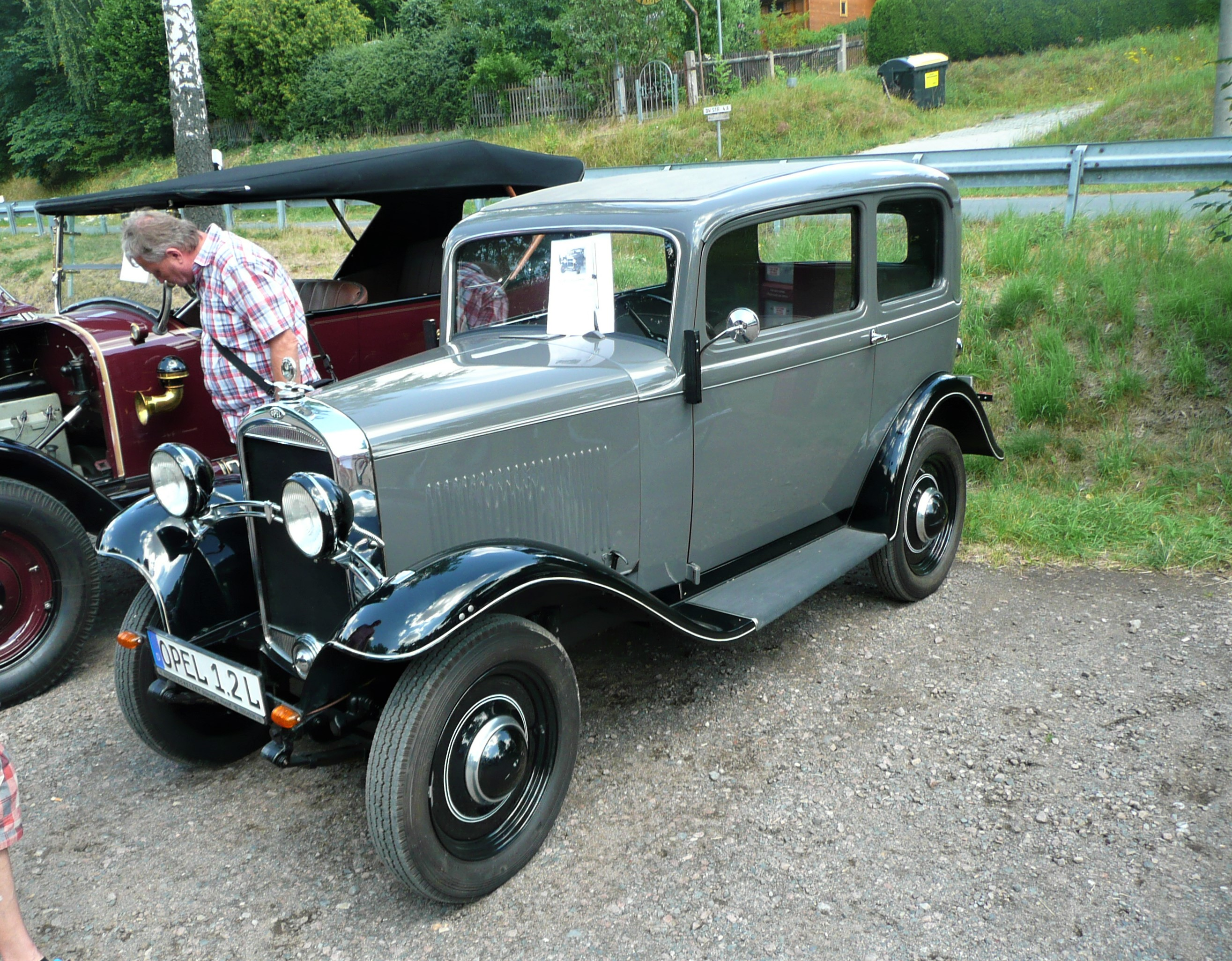
Opel 1,2 liter sedan
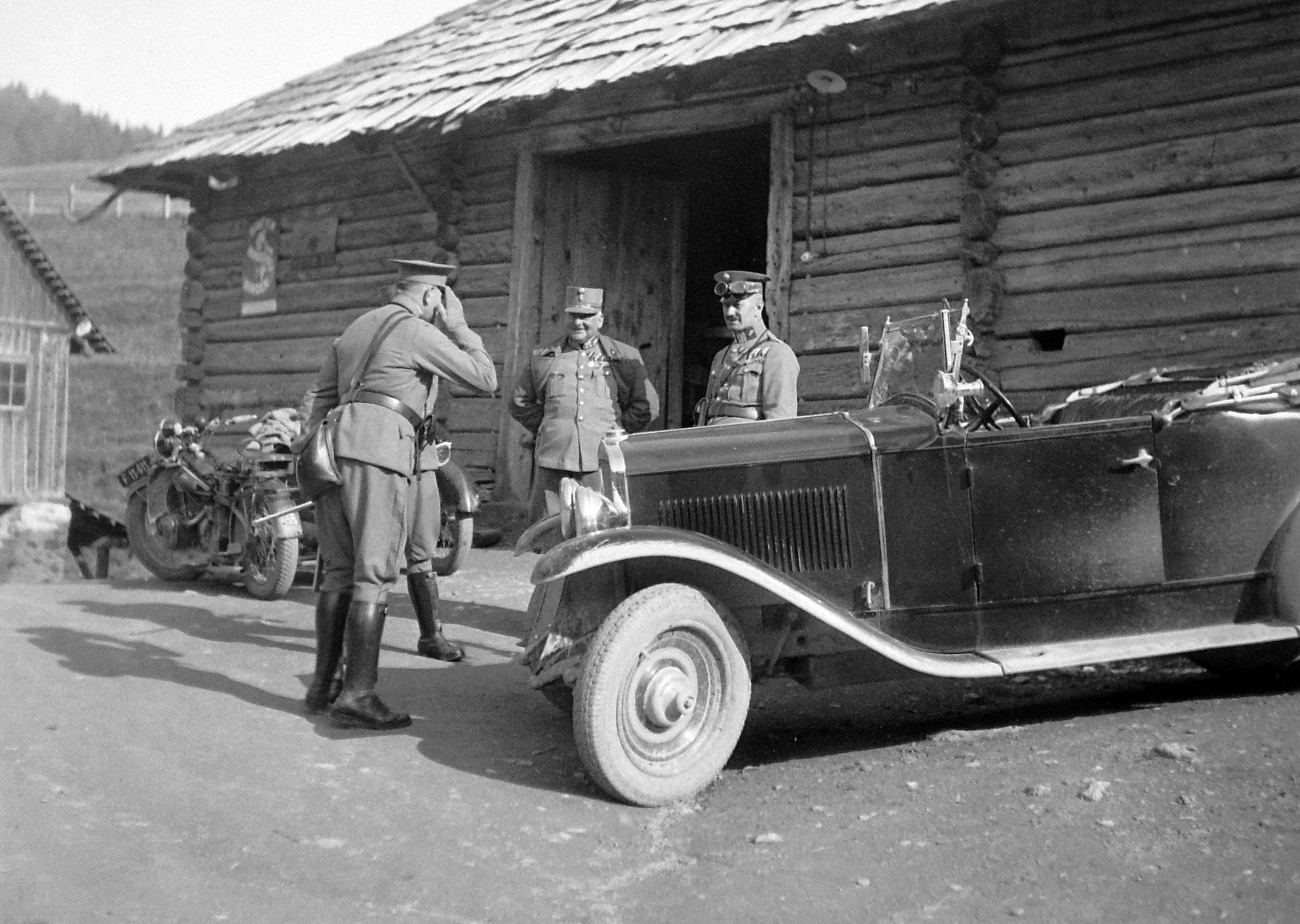
Opel 1,2 liter tweezitter cabriolet
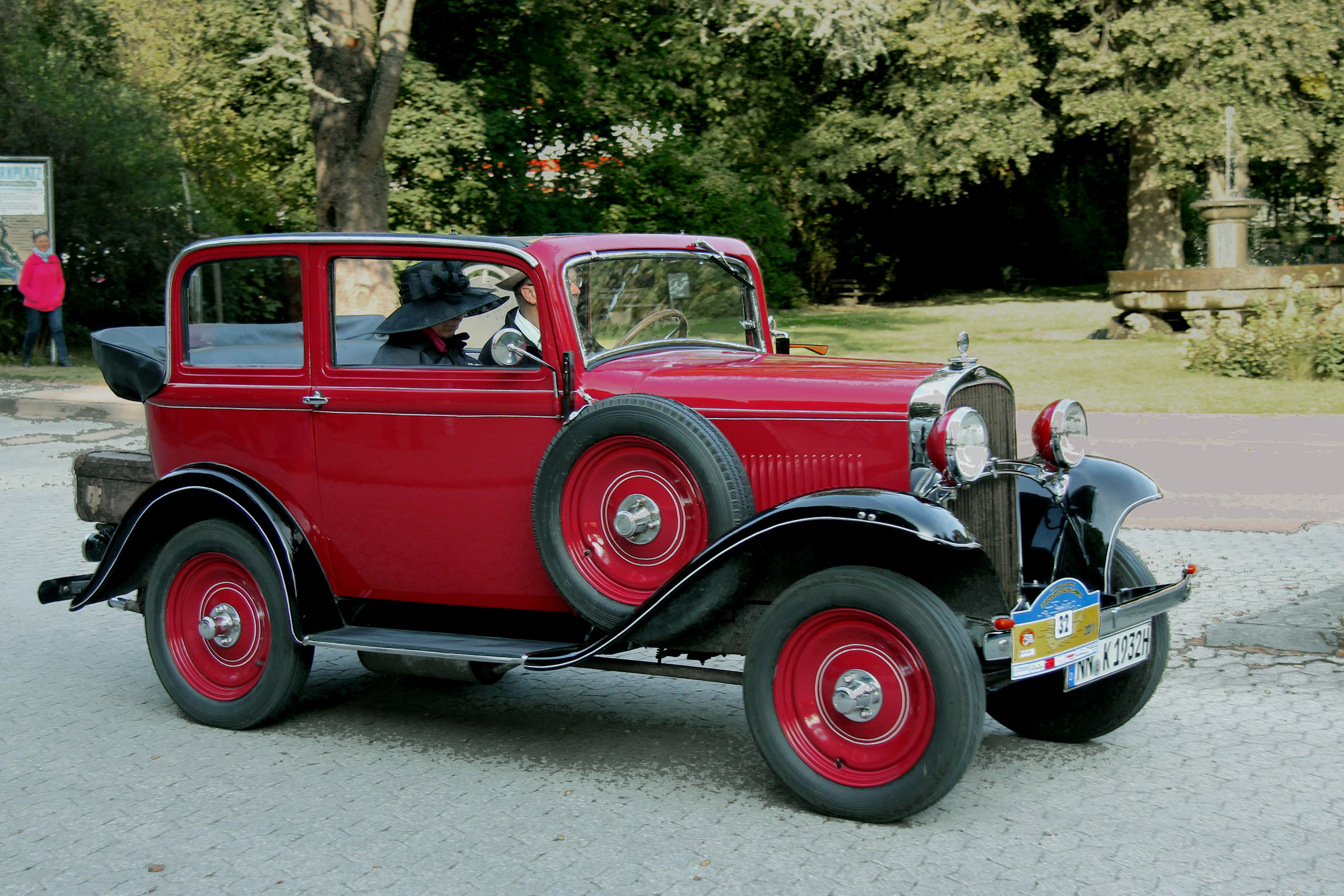
Opel 1,2 liter cabriolet-sedan
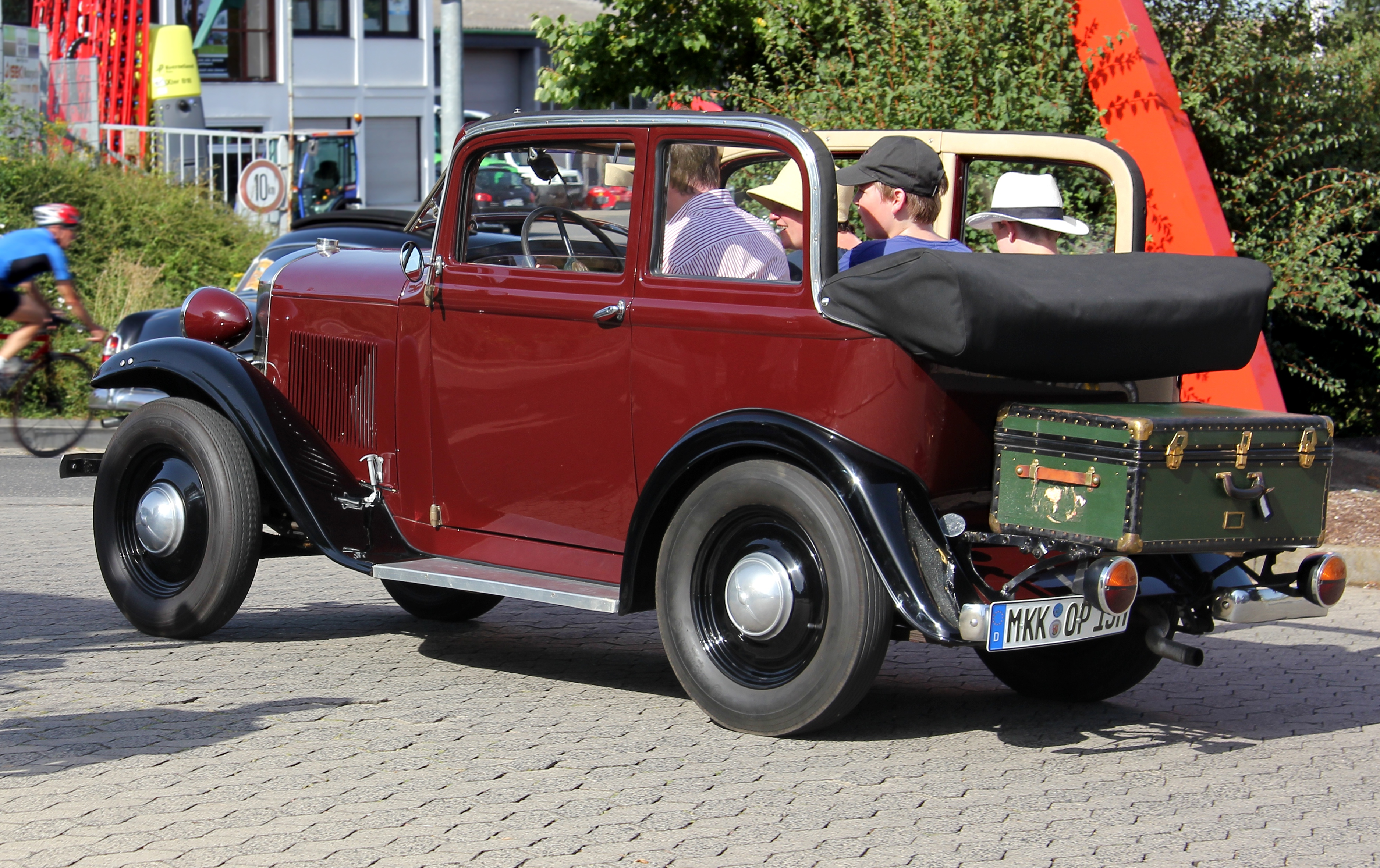
Achteraanzicht van de cabriolet-sedan met bagagekoffer
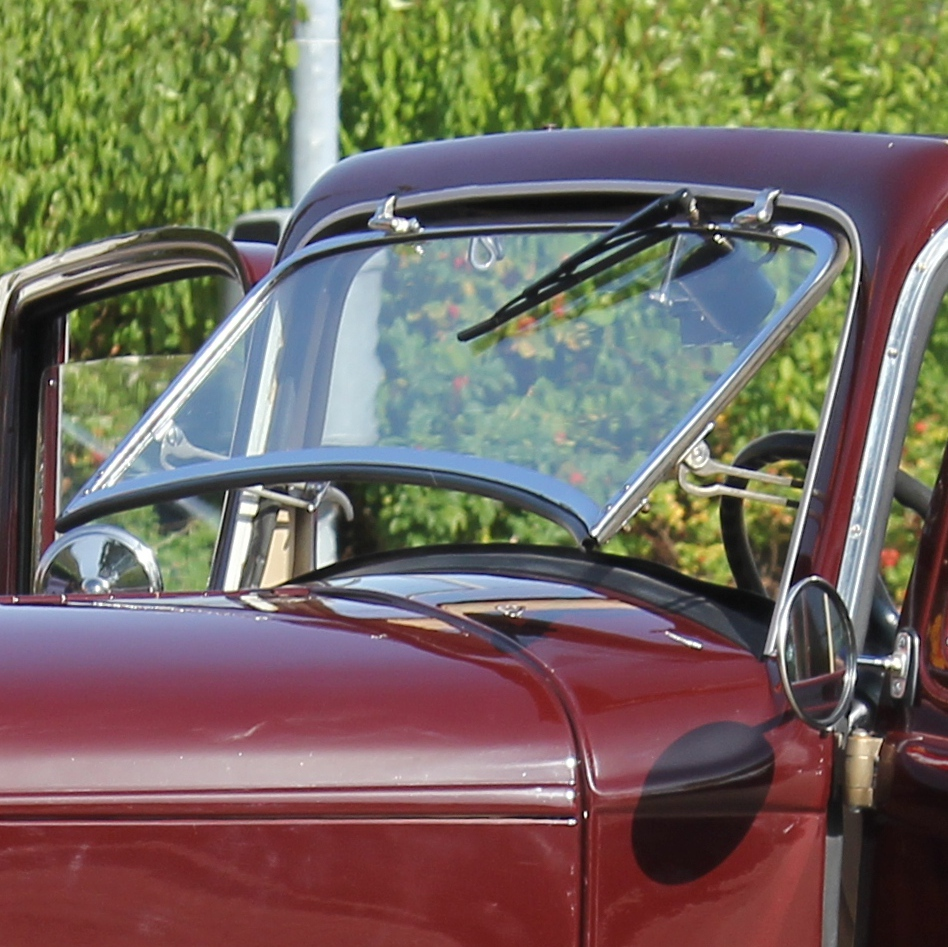
Geopende voorruit